# ابراهیم عبود
ابراهیم عَبّود (به انگلیسی: Ibrahim Abboud) (زاده ۲۶ اکتبر ۱۹۰۰ – درگذشته ۸ سپتامبر ۱۹۸۳) ژنرال و سیاستمدار سودانی بود که از سال ۱۹۵۸ تا ۱۶ نوامبر ۱۹۶۴ سمت‌های ریاست دولت و ریاست جمهوری سودان را برعهده داشت.
در نوامبر ۱۹۵۸ سروان «ژنرال ابراهیم عبود» در سودان یک رژیم دیکتاتوری نظامی برقرار کرد و شش سال هم قدرت را در دست داشت، ضمن آنکه چندین بار علیه او کودتا شد و جنوب کشور نیز مدام دستخوش آشوب بود. رژیم عبود به‌وسیلهٔ یک کودتای نظامی سرنگون نشد، بلکه مخالفت شدید مردم سودان او را به ورطهٔ سقوط کشید. دانشجویان سودانی در اکتبر ۱۹۶۴ اقدام به‌تشکیل اجتماعات و تظاهرات علیه او کردند و متعاقب آن قیامی نسبتاً عمومی به‌وقوع پیوست. «عبود» ناگزیر شد ارتشی را که خود ساخته بود خلع سلاح کند و زیر فشار مردم، در پانزدهم نوامبر استعفا کرد و مقام خود را به‌غیرنظامی‌ها داد.